# Marion Harris
Marion Harris, född som Mary Ellen Harrison den 4 april 1896, möjligen i Vanderburgh County, Indiana, död den 23 april 1944 i New York, var en amerikansk sångerska, aktiv speciellt under sent 1910-tal och 1920-talet, som är känd som den första vita sångerskan som sjöng jazz och blues. Bland hennes mest kända inspelningar märks "St. Louis Blues", "Beale Street Blues", "Tea for Two", "A Good Man Is Hard to Find", "Look for the Silver Lining", "I Ain’t Got Nobody" (hennes första inspelning den 9 augusti 1916), "Who’s Sorry Now", "The Man I Love" och "After You’ve Gone". Från 1916 till 1930 gjorde hon minst 178 inspelningar. Hon har därutöver medverkat i filmerna Devil-May-Care (1929, Sidney Franklin) och Trouble Ahead (1934, Monty Banks).